# Concattedrale di Rapolla

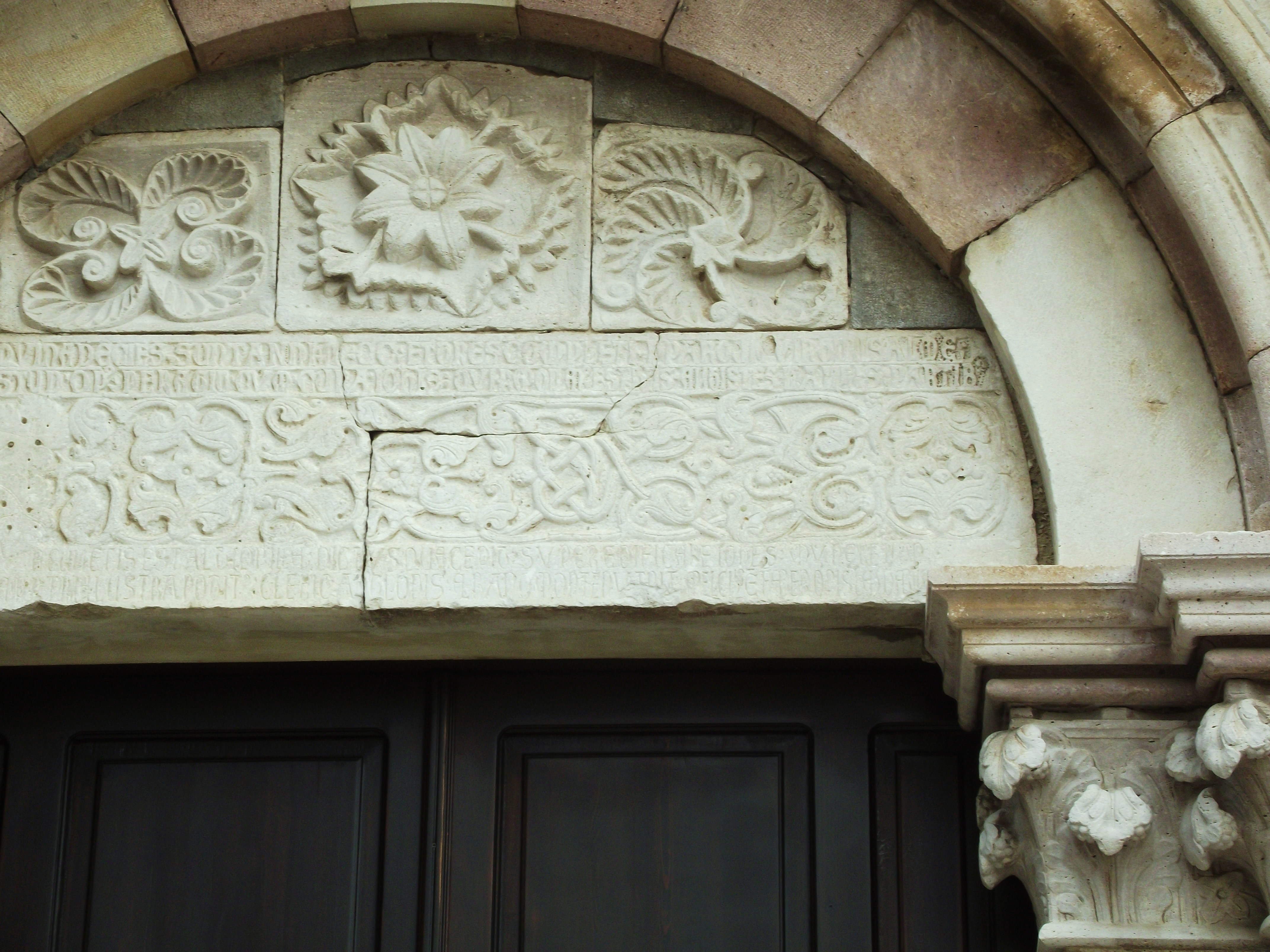
Lunetta del portale della facciata

La concattedrale di Rapolla, nota anche come chiesa di Santa Maria Assunta, è il duomo di Rapolla nonché una delle due concattedrali della diocesi di Melfi-Rapolla-Venosa, ed è sita nel territorio della parrocchia di San Michele Arcangelo.

## Storia
La prima attestazione certa di una sede vescovile a Rapolla è datata 1037; l'esistenza di una cattedrale in quest'epoca è provata dalle testimonianze della sua distruzione nel 1183, quando gli abitanti di Melfi distrussero Rapolla ed i suoi edifici. La chiesa venne subito ricostruita ed ultimata da Melchiorre da Montalbano nel 1253 (la sua firma è sul portale principale dell'edificio): il campanile è datato 1209 e porta la firma di Mastro Sarolo di Muro Lucano.
La città ed i suoi edifici, e dunque anche la cattedrale, subirono nel corso del tempo diverse distruzioni a opera degli uomini e soprattutto dei terremoti che periodicamente devastarono la regione come quelli del 1456, del 1694 (in questa occasione lo stesso papa Benedetto XIII, in visita alla città, donò una somma di denaro per la sua ricostruzione), del 1851, del 1930 e quello del 1980. Ogni volta l'edificio fu ricostruito o rimaneggiato utilizzando ciò che rimaneva del vecchio.

## Descrizione
La chiesa, a tre navate divise da pilastri, merita particolare attenzione per le seguenti opere artistiche:
- l'imponente portale di impostazione lombarda;
- i bassorilievi scolpiti da Mastro Sarolo nel muro destro della chiesa, con la raffigurazione di Adamo ed Eva e dell'episodio evangelico dell’Annunciazione;
- i bassorilievi con figure di animali (cobra, pipistrelli e felini) in un pilastro del lato destro della navata centrale;
- Abside: grande Crocifisso ligneo del XIV, in legno dipinto. Da notare la particolarità della croce a forma quasi di arbusto, con rami.
- Cappella sinistra: Icona bizantina e Madonna con Bambino (XII sec., legno dipinto)